# 斯科特·梅
斯科特·格伦·梅（英語：Scott Glenn May，1954年3月19日—），美国前职业篮球运动员。 